# PASMO
PASMO — система для оплаты проезда на общественном транспорте (электричках, метро, автобусах). Запущена в пользование 18 марта 2007 в Токио, Япония.
Технология основана на RFID чипе, помещенном в карточке. Поэтому для оплаты проезда достаточно просто приложить бумажник с карточкой к считывателю.
Пополнение карточки осуществляется на станциях в автоматах по продажам билетов или автоматически, с помощью кредитной карточки.